# 최고의 한방 (텔레비전 프로그램)
《최고의 한방》은 MBN에서 방송된 텔레비전 프로그램이다.

## 방송 개요
버킷리스트를 실천해가는 내용의 예능 프로그램이다.

## 방송 시간
| 방송 채널 | 방송 기간                          | 방송 시간           | 비고 |
| --------- | ---------------------------------- | ------------------- | ---- |
| MBN       | 2019년 7월 16일 ~ 2019년 11월 12일 | 화요일 밤 10시 50분 |      |

## 출연자
- 김수미
- 탁재훈
- 이상민
- 장동민

## 에피소드 목록
| 회차 | 방송일          | 살벌한 인생수업                                    | 게스트         | 비고 |
| ---- | --------------- | -------------------------------------------------- | -------------- | ---- |
| 1회  | 2019년 7월 16일 | 무인도에서의 살벌한 인생수업                       |                |      |
| 2회  | 7월 23일        | 71세 수미의 가수 도전                              | 남상일, 윤희정 |      |
| 3회  | 7월 30일        | 지치고 힘들 땐! 최고의 한방 SONG                   | 홍자           |      |
| 4회  | 8월 6일         | 아들 장가 보내기                                   | 여에스더       |      |
| 5회  | 8월 13일        | 엄마의 인생수업 - 짝을 찾았으면 좋겠구나           | 변정수, 박준금 |      |
| 6회  | 8월 20일        | 엄마의 인생수업 - 짝을 찾았으면 좋겠구나           | 변정수, 박준금 |      |
| 7회  | 8월 27일        | 엄마와 떠나는 당일치기 여행                        |                |      |
| 8회  | 9월 3일         | 수미 가족의 인생 상담소                            |                |      |
| 9회  | 9월 10일        | 일한 만큼 기부하는 수미네 식당                     | 솔비           |      |
| 10회 | 9월 17일        | 특별한 장학금 전달식                               |                |      |
| 11회 | 9월 24일        | 수미 엄마와 떠나는 효도 관광 (강원도 강릉)         | 윤정수         |      |
| 12회 | 10월 1일        | 효심 방출 강릉 여행 (강원도 강릉)                  | 윤정수         |      |
| 13회 | 10월 8일        | 아들들의 효심 전쟁! 엄마 맞춤 효도 관광            |                |      |
| 14회 | 10월 15일       | 아들의 엄마 맞춤 효도 관광                         |                |      |
| 15회 | 10월 22일       | 엄마의 동심을 찾아 떠나는 여행                     |                |      |
| 16회 | 10월 29일       | 엄마 취향 저격! 추억소환 여행                      |                |      |
| 17회 | 11월 5일        | 가을여행 : 엄마의 40년지기 친구와 함께 (충남 태안) | 김영옥         |      |
| 18회 | 11월 12일       | 수미X영옥 두 엄마를 위한 효도 여행 (충남 태안)     | 김영옥         |      |

## 시청률

### 2019년
| 회차 | 방송일    | AGB 시청률     |
| 회차 | 방송일    | 대한민국(전국) |
| ---- | --------- | -------------- |
| 1    | 7월 16일  | 2.068%         |
| 2    | 7월 23일  | 1.713%         |
| 3    | 7월 30일  | 1.566%         |
| 4    | 8월 6일   | 2.000%         |
| 5    | 8월 13일  | 2.513%         |
| 6    | 8월 20일  | 2.529%         |
| 7    | 8월 27일  | 1.793%         |
| 8    | 9월 3일   | 1.512%         |
| 9    | 9월 10일  | 1.530%         |
| 10   | 9월 17일  | 1.251%         |
| 11   | 9월 24일  | 1.223%         |
| 12   | 10월 1일  | 1.444%         |
| 13   | 10월 8일  | 1.005%         |
| 14   | 10월 15일 | 1.148%         |
| 15   | 10월 22일 | 1.222%         |
| 16   | 10월 29일 | 1.129%         |
| 17   | 11월 5일  | 1.643%         |
| 18   | 11월 12일 | 1.382%         |